# Encarsia tinctoriae
Encarsia tinctoriae är en stekelart som beskrevs av Krishnan och Vasantharaj David 1996. Encarsia tinctoriae ingår i släktet Encarsia och familjen växtlussteklar. Inga underarter finns listade i Catalogue of Life.